# 요쓰쿠라정
요쓰쿠라정(四倉町)은 후쿠시마현 이와키군에 있던 정이다.

## 개요
현재의 이와키시 북동부에 위치하고 있다. 해안부는 예로부터 어업으로 번성했으며, 메이지 시대에는 산간부에서 야구코산 광산을 중심으로 광산업이 번창하면서 상업도 번창했다. 농업은 닌이다강 유역을 중심으로 벼농사 등이 성행했다. 
2011년 3월 11일 발생한 동일본 대지진으로 해안지역 및 해안가에 세워진 민가 등 건물이 쓰나미 피해를 입었다.
지진으로 인해 요쓰쿠라 해수욕장에서의 수영 등이 금지되었으나, 2013년 7월 15일 바다의 날을 계기로 지진 발생 후 3년 만에 수영 금지가 해제되었다. 

## 역사
- 1889년 4월 1일 - 요쓰쿠라촌이 단독으로 정을 시행해 이와키군 요쓰쿠정이 성립하였다.
- 1896년 4월 1일 - 군의 재편성에 의해 이와키군 요쓰쿠라정이 되었다.
- 1955년 3월 10일 - 요쓰쿠라정, 오우라촌, 오노촌과 합병해 요쓰쿠라정이 되었다.
- 1966년 10월 1일 - 이와키 시,  다이라 시, 우치고 시, 이와키 시, 나코소 시, 조반 시, 이와키 군 도노 정, 오가와 정, 요시마 촌, 미와 촌, 다비토 촌, 가와마에 촌, 후타바군 히사노하마 촌, 오히사 촌과 합병해 이와키 시가 탄생하였다.

## 교통

### 철도
- 일본국유철도
  - 조반선

### 도로
- 국도 6호선